# نفی اندرسون
نفی اندرسون (انگلیسی: Nephi Anderson؛ ۲۲ ژانویهٔ ۱۸۶۵ – ۶ ژانویهٔ ۱۹۲۳) یک رمان‌نویس اهل نروژ بود.